# ويليام بي. كامبل
ويليام بي. كامبل (بالإنجليزية: William B. Campbell)‏ هو قاضي وضابط ومحامي وسياسي أمريكي، ولد في 1 فبراير عام 1807، في الولايات المتحدة، وتوفي بنفس المكان في 19 أغسطس عام 1867. حزبياً، نشط في حزب اليمين. انتخب حاكم تينيسي ‏ وانتخب عضو مجلس نواب تينيسي وانتخب عضو مجلس النواب الأمريكي.